# Montazzoli
Montazzoli est une commune de la province de Chieti dans les Abruzzes en Italie.

## Administration
| Période                                  | Période  | Identité       | Étiquette | Qualité |
| ---------------------------------------- | -------- | -------------- | --------- | ------- |
| 14 juin 2004                             | En cours | Felice Novello |           |         |
| Les données manquantes sont à compléter. |          |                |           |         |

### Hameaux
Fonte San Giovanni 

### Communes limitrophes
Atessa, Castiglione Messer Marino, Colledimezzo, Guilmi, Monteferrante, Roccaspinalveti